# Гурски, Андреас
Андреас Гурски (нем. Andreas Gursky; род. 15 января 1955 в Лейпциге, живёт и работает в Дюссельдорфе, Германия) — немецкий фотограф. Один из главных представителей Дюссельдорфской школы фотографии.

## Биография
Андреас Гурски родился в 1955 году в Лейпциге. Фотографии учился сначала у отца, рекламного фотографа, затем — после побега семьи из ГДР в ФРГ — в Школе Фолькванг в Эссене, а затем, в начале 80-х, в Государственной академии искусств в Дюссельдорфе. Андреас Гурски много путешествовал — побывал в Гонконге, Каире, Нью-Йорке, Бразилии, Токио, Стокгольме, Чикаго, Афинах, Сингапуре, Париже, Лос-Анджелесе и других местах. Со второй половины 90-х Гурски начал обрабатывать фотографии на компьютере, чтобы добиться большей проработки деталей на больших панорамных фотографиях.

## Творчество
Визитной карточкой Гурски являются панорамные фотографии большого формата, сделанные, как правило, с высокой точки. В 2007 году работа Гурски «99 центов» (1999 г.) была продана за $3 340 456, установив новый рекорд цены за фотографию. Покупатель — украинский бизнесмен Виктор Пинчук. А в 2011 году работа А. Гурски «Рейн II» была куплена анонимным участником аукциона Christie’s Impressionist and modern art за рекордные 4,4 млн долларов, став таким образом самым дорогим снимком за всю историю аукционов.

## Выставки
1. 1989 — Museum Haus Lange, Krefeld; Centre Genevois de Gravure Contemporaine, Geneva, Switzerland
2. 1992 — Kunsthalle Zürich, Switzerland
3. 1994 — Deichtorhallen, Hamburg; De Appel Foundation, Amsterdam, Netherlands; Kunstmuseum Wolfsburg
4. 1995 — Portikus Frankfurt; Rooseum, Malmö, Sweden; Tate Liverpool, England
5. 1998 — Kunsthalle Düsseldorf; Kunstmuseum Wolfsburg; Fotomuseum Winterthur, Switzerland; Milwaukee Art Museum, Milwaukee, USA; Museum of Contemporary Arts, Houston, USA
6. 1999 — Scottish National Gallery of Modern Art, Edinburgh, Scotland; Castello di Rivoli, Turin, Italy
7. 2000 — Sprengel Museum, Hannover; Galerie für Zeitgenössische Kunst, Leipzig; Busch-Reisinger Museum, Havard University, Cambridge, USA
8. 2001 — Museum of Modern Art, New York, USA; Museum of Contemporary Art, Chicago, USA; Museo Nacional Centro de Arte Reina Sofía, Madrid, Spain; Centre Georges Pompidou, Paris, France;
9. 2003 — San Francisco Museum of Modern Art, San Francisco, U.S.
10. 2005 — Kunstmuseum Wolfsburg; Juan March Institute, Madrid, Spain
11. 2007 — Haus der Kunst, Munich, Germany
12. 2007 — White Cube, London, England
13. 2007 — Kunstmuseum Basel, Basel
14. 2007 — Istanbul Modern, Istanbul, Turkey
15. 2007 — Matthew Marks Gallery, New York, U.S.